# 서비스 수준 협약서
서비스 수준 협약서(Service Level Agreement)는 서비스를 제공함에 있어서 공급자와 사용자간에 서비스에 대하여 측정지표와 목표 등에 대한 협약서이다.

일반적으로 여기에 포함될 수 있는 서비스 측정치들은 CPU의 가용시간, CPU 응답시간, 헬프 데스크 응답시간, 서비스 완료시간 등이다.

## 사용 범위
- 자체 인력을 통해 서비스를 제공하는 경우에도 작성하는 경우가 있으나 대부분의 경우는 외부 업체에 서비스를 아웃소싱으로 제공 받는 경우 작성한다.
- IT(정보기술)의 운영이나 유지보수 업무 아웃소싱에서 많이 적용하고 있다.

## 일반 계약서와의 차이
- 사용자와 서비스 공급자간의 합의와 상호 협조로 수행하여야 하며 이점이 계약서와 다른 점이다.
- 측정지표의 선정, 목표수준의 선정, 평가와 보고체계 등 기존의 서비스수준을 바탕으로 상호 합의하에 적용한다.

## 같이 보기
- 네트워크 모니터링
- 서비스 지향 아키텍처